# Ocean City (Maryland)
|  | Dieser Artikel wurde aufgrund von inhaltlichen Mängeln auf der Qualitätssicherungsseite des Projektes USA eingetragen. Hilf mit, die Qualität dieses Artikels auf ein akzeptables Niveau zu bringen, und beteilige dich an der Diskussion! Eine nähere Beschreibung der zu behebenden Mängel fehlt. |

Ocean City ist eine Stadt im Worcester County im US-Bundesstaat Maryland.
Das U.S. Census Bureau ermittelte bei der Volkszählung 2020 eine Einwohnerzahl von 6844 auf einer Fläche von 94,2 km², welche sich aus einer Landfläche von 11,8 km² und einer Wasserfläche von 82,4 km² zusammensetzt.
Ocean City liegt am Südende einer 16 Kilometer langen Insel, die den Atlantik vom Festland trennt. Stadt und Insel sind wegen ihrer touristischen Reize überregional bekannt. Die Insel ist geografisch Teil der Delmarva-Halbinsel.
Am 30. Dezember 1958 lief der Öltanker African Queen vor Ocean City auf eine Sandbank und verursachte durch die beim Auseinanderbrechen des Schiffes austretende Ölladung über mehrere Jahre andauernde Umweltschäden.

## Sehenswürdigkeiten
- Ocean City bietet eine Fülle an Wassersportmöglichkeiten: Hochseeangeln (Marline, Thunfisch), Surfen, Segeln, Wasserski und Parasailing werden angeboten.
- Es gibt zwei große Vergnügungsparks mit Achterbahnen und einem Karussell aus dem Jahr 1902: Jolly Roger Amusement Park und Jolly Roger at the Pier.[3]
- „Frontier Town“, ein Western-Themenpark, ist sechs Kilometer südlich gelegen.
- Das „Life Saving Station Museum“, am Südende des Boardwalks, zeigt die Geschichte von Rettungsstation und Insel.